# アーサー・コットレル
アーサー・コットレル（Arthur Cotterell）は、イギリスの歴史作家。主に北欧・中国の文化・歴史や神話百科を執筆している。

## 著作リスト
- 世界神話辞典（A Dictionary of World Mythology）
- 秦始皇帝（The First Emperor of China）
- ヴィジュアル版 世界の神話百科―ギリシア・ローマ/ケルト/北欧（The Encyclopedia of Mythology）
- 中国 -万里の長城からラスト・エンペラーまで（Eyewitness-China）
- 写真でたどる中国の文化と歴史
- 中国 - ビジュアル博物館